# 康里脫脫
康里脱脱（1272年—1327年），元朝大臣，名脱脱，康里人，又称亦纳脱脱，其父牙牙曾因功被封为康国王，后又改封云中王，其兄阿沙不花也是元朝名臣，曾任过尚书右丞相的高官。
康里脱脱生于元世祖至元九年（1272年），元世祖时入宿卫。元成宗大德三年（1299年）侍从海山抚军漠北边陲。大德五年（1301年）随从海山征讨海都。大德十一年（1307年）元武宗即位，命他为同知枢密院事，拜为中书平章政事，改任御史大夫。转任江南行台御史大夫，遥授左丞相，封为秦国公。至大元年（1308年）进入御史台，为虞仁院使。拜为录军国重事、中书左丞相。至大二年（1309年），知枢密院事，建立尚书省，脱虎脱专权，滥行赏赐，康里脱脱请求严明赏罚。至大四年（1311年），担任中书左丞相。元仁宗即位，出为江浙行省左丞相，到任後，平抑物价，安抚民情。转任江西行省左丞相。延祐七年（1320年），元英宗即位，召拜为御史大夫，改任江南行台御史大夫。后来被人弹劾解职回家，追谥忠献。

## 延伸阅读
[在维基数据编辑]
 《元史·卷138》，出自宋濂《元史》
 《新元史/卷200》，出自柯劭忞《新元史》